# World Central Kitchen
World Central Kitchen (WCK) ist eine internationale Nichtregierungsorganisation (NGO) mit Sitz in den USA. Die gemeinnützige Hilfsorganisation wurde 2010 durch den amerikanisch-spanischen Koch José Andrés und seine Frau Patricia Andrés nach dem verheerenden Erdbeben auf Haiti gegründet. WCK baut in Kooperation mit lokalen Behörden und Lebensmittellieferanten Küchen auf, die Mahlzeiten für die Bevölkerung bereitstellen.
Der Gründer der Organisation José Andrés wurde 2015 von Präsident Barack Obama mit der National Humanities Medal ausgezeichnet. 2024 wurde der Organisation der Förderpreis des Marion-Dönhoff-Preises zuerkannt.

## Einsätze
Nach dem ersten Einsatz in Haiti expandierte WCK und war seitdem bei mehreren Naturkatastrophen sowie zur Versorgung von Flüchtlingen und von Konflikten betroffenen Menschen im Einsatz. Seit der russischen Invasion in die Ukraine 2022 stellte WCK mehrere Millionen Mahlzeiten in der Ukraine bereit.
Nach dem 7. Oktober 2023 wurde WCK in Israel und im Gazastreifen aktiv und lieferte Mahlzeiten für vertriebene Zivilisten auf beiden Seiten. Im Februar 2024 kündigte die spanische NGO Proactiva Open Arms an, dass ihr Schiff Open Arms einen von World Central Kitchen bereitgestellten Lastkahn mit Nahrungsmitteln und Wasser in den Gazastreifen schleppen werde. Der Konvoi erreichte Mitte Februar die Küste Gazas und wurde von WCK entladen. Am 1. April 2024 flogen die Israelischen Verteidigungsstreitkräfte (IDF) mittels Drohnen mehrere Luftangriffe auf Deir al-Balah. Dabei töteten sie sieben WCK-Mitarbeiter, die in einem als WCK gekennzeichneten Konvoi unterwegs waren. Unter den Getöteten waren sechs Personen mit ausländischer Staatsbürgerschaft und ihr palästinensischer Fahrer. Nach dem Vorfall erklärte WCK, dass sie ihre Operationen in Gaza sofort einstellen werde. Die IDF teilten mit, dass sie den Vorfall untersuchen wollten.
Im Dezember 2024 entließ die WCK 62 Mitarbeiter in Gaza, nach Aussagen des israelischen Militärs in Verbindung mit islamistischem Terror standen. Das IDF ist in einer internen Untersuchung des israelischen Drohnenanschlags auf den Hilfskonvois zu dem Schluss gekommen, dass ein Mitarbeiter angeblich als Hamas-Terrorist am Terrorangriff auf Israel am 7. Oktober 2023 beteiligt gewesen sei. Für die Anschuldigungen gibt es keinerlei Belege.